# Тоидзе, Александр Николаевич
Александр Николаевич Тоидзе — советский хозяйственный, государственный и политический деятель.

## Биография
Родился в 1926 году в селе Лехаури. Член КПСС.
В 1947—1958 — заведующий организационно-партийным отделом Орджоникидзевского райкома ЛКСМ Грузии города Тбилиси, инструктор Дзисского райкома КП Грузии, первый секретарь Махарадзевского райкома ЛКСМ Грузии.
В 1958—1960 — секретарь Махарадзевского райкома по зоне МТС, секретарь, второй секретарь Махарадзевского райкома КП Грузии.
В 1960—1962 — председатель Мелского райисполкома.
В 1962—1973 — первый секретарь Махарадзевского райкома КП Грузии.
В 1973—1986 — заместитель директора производственного объединения «Грузремесло».
Депутат Верховного Совета СССР 7-го созыва. Делегат XXIII и XXIV съездов КПСС.
Умер в 2004 году в Тбилиси.

## Награды
- Орден Ленина (02.04.1966)
- Орден Октябрьской Революции (08.04.1971)